# 2015 a sportban
2015 a sportban a 2015-ös év fontosabb sporteseményeit tartalmazza az alábbiak szerint:

## Események

### Január
- január 1. – NHL Winter Classic, Washington
- január 3–6. – repülő hollandi vitorlázó-világbajnokság, Sydney
- január 4–9. – Hopman-kupa, Ausztrália, Perth
- január 4–17. – Dakar-rali
- január 5. – U20-as jégkorong-világbajnokság döntő, Toronto, Montréal
- január 5.-12. – IIHF U18-as női jégkorong-világbajnokság, USA, Buffalo
- január 9-24 – U20-as CONCACAF-bajnokság, Jamaica
- január 9–31. – Ázsia-kupa, Ausztrália
- január 10–11. – gyorskorcsolya-Európa-bajnokság, Cseljabinszk
- január 11-18 – 2015-ös snooker Masters, London
- január 12. – A zürichi FIFA-gálán – pályafutása során harmadszor – Cristiano Ronaldo kapja az Aranylabdát. Az év legjobb női játékosa díjat Nadine Keßler, míg a legszebb gól szerzőjének járó Puskás Ferenc-díjat a kolumbiai James Rodríguez nyeri el.[1]
- január 13-26 – U17-es OFC-bajnokság, Szamoa, Amerikai Szamoa
- január 15. – A katari férfi kézilabda-világbajnokság nyitónapja.
- január 17. – Az afrikai nemzetek kupájának nyitónapja Egyenlítői-Guineában.
- január 17–18. – magyar rövidpályásgyorskorcsolya-bajnokság, Budapest.[2]
- január 23–25. – rövidpályás gyorskorcsolya Európa-bajnokság, Dordrecht.[3]
- január 24. – A téli universiade nyitónapja a spanyolországi Granadában.[4]
- január 27–február 3. – biatlon-Európa-bajnokság, Otepää
- január 28.-február 2. – műkorcsolya- és jégtánc-Európa-bajnokság, Stockholm

### Február
- február 1. – Super Bowl XLIX, Glendale
- február 2–15. – alpesisí-világbajnokság
- február 8.
  - Az afrikai nemzetek kupájának zárónapja.
  - A Knoch Viktor, Liu Shaolin Sándor, Liu Shaoang, Burján Csaba összeállítású magyar férfiváltó ezüstérmet nyer a rövid pályás gyorskorcsolyázók Drezdában rendezett világkupa-sorozatának záró napján.[5]
- február 12–15.  – távonkénti gyorskorcsolya-világbajnokság, Heerenveen
- február 14. – A téli universiade szlovákiai zárónapja.[4]
- február 15. – Sporttörténelmi tettet hajt végre Knoch Viktor, mikor a rövidpályás gyorskorcsolya világkupa-sorozat erzurumi versenyén, 500 méteren – legyőzve a háromszoros olimpiai bajnok kanadai Charles Hamelint – az elő helyen végez.[6]
- február 15. – NBA All-Star Gála, New York
- február 18. – Az északisí-világbajnokság nyitónapja a svédországi Falunban.
- február 18–22. – pályakerékpáros-világbajnokság, Saint-Quentin-en-Yvelines
- február 20–22. – rostocki műugró-Grand Prix-verseny.[7]
- február 27. – A junior rövidpályásgyorskorcsolya-világbajnokság nyitónapja Oszakában.
- február 28. – A sprint gyorskorcsolya-világbajnokság nyitónapja (Asztana).

### Március
- március 1.
  - A 2015-ös északisí-világbajnokság zárónapja.
  - Az asztanai gyorskorcsolya sprint világbajnokság zárónapja.
  - Az oszakai junior rövidpályásgyorskorcsolya-világbajnokság zárónapja.
- március 2–15. – 2015-ös biatlon-világbajnokság, Kontiolahti
- március 2–8. – Légfegyveres-Európa-bajnokság, Arnhem
- március 6–8. – Prága ad otthont a 2015-ös fedett pályás atlétikai Európa-bajnokság, ahol Márton Anita új országos csúccsal aranyérmet szerez súlylökésben.[8]
- március 7–8. – 2015-ös gyorskorcsolya-világbajnokság, Calgary
- március 11.
  - Cornel Marculescu, a FINA ügyvezető igazgatója és Orbán Viktor miniszterelnök közös sajtótájékoztatón jelenti be, hogy a magyar főváros, Budapest rendezheti meg a 2017-es vizes világbajnokságot.[9]
  - Nemzet Sportolói Magyar Zoltán kétszeres olimpiai bajnok tornászt, sportvezetőt, állatorvost választják társaságuk új, 12. tagjának a Buzánszky Jenő halálával megüresedett helyre.[10]
- március 13–15. – rövid pályás gyorskorcsolya-világbajnokság, Moszkva[11]
- március 15. – Formula–1 ausztrál nagydíj, Melbourne, az idény első futama
- március 16. – A 2015-ös női sakkvilágbajnokság nyitónapja az oroszországi Szocsiban.
- március 23–29. – Sanghajban rendezik a 2015-ös műkorcsolya- és jégtánc-világbajnokságot.[3]
- március 25–29. –  Tekvondó-Európa-bajnokság, Nalcsik
- március 28.
  - Mezeifutó-világbajnokság, Kujjang
  - JKA karate-Európa-bajnokság, Prága
  - A női IIHF jégkorong-világbajnokság nyitónapja Malmőben.
- március 29. – Formula–1 maláj nagydíj, Kuala Lumpur

### Április
- április 2–5. – 2015-ös leóni műugró-Grand Prix-verseny
- április 3–12. – 2015-ös IIHF divízió III-as jégkorong-világbajnokság, Törökország
- április 4. – A 2015-ös IIHF női jégkorong-világbajnokság zárónapja.
- április 5. – Formula–1 bahreini nagydíj, Szahír
- április 7. – A 2015-ös női sakkvilágbajnokság zárónapja, amelyen az ukrán Marija Muzicsuk szerezte meg a világbajnoki címet.
- április 9–12. – 2015-ös gatineau-i műugró-Grand Prix-verseny
- április 11–12. – Duatlon-Európa-bajnokság, Horst
- április 12. – Lewis Hamilton nyerte a 2015-ös Formula–1 kínai nagydíjat.[12]
- április 13–19. A torna-Eb nyújtó szerenkénti érmesei
(Sam Oldham, Marijo Možnik és Vlaszios Marasz)

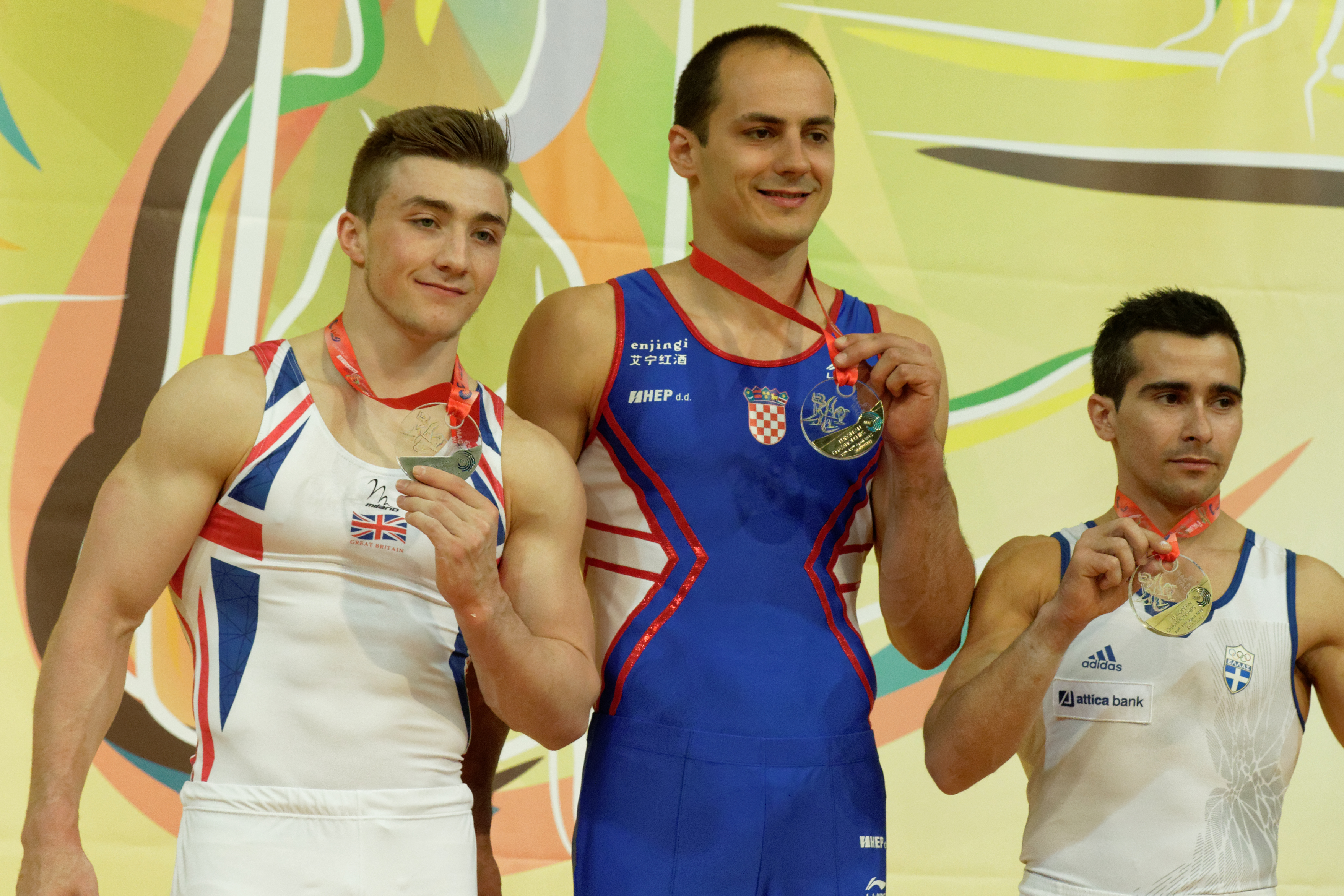
A torna-Eb nyújtó szerenkénti érmesei
(Sam Oldham, Marijo Možnik és Vlaszios Marasz)

  - Montpellier-ben rendezik a tornászok egyéni összetett és szerenkénti Európa-bajnokságát.[3]
  - 2015-ös IIHF divízió I-es jégkorong-világbajnokság, B csoport, Hollandia
  - 2015-ös IIHF divízió II-es jégkorong-világbajnokság, A csoport, Dél-afrikai Köztársaság
  - 2015-ös IIHF divízió II-es jégkorong-világbajnokság, B csoport, Izland
- április 16. – Shidokan karate-világbajnokság, Budapest
- április 16–19. – 2015-ös San Juan-i műugró-Grand Prix-verseny
- április 17–18. – Shinkyokushin karate-Európa-bajnokság, Varsó
- április 18–29. – Sakk-csapatvilágbajnokság, Cahkadzor (férfiak) és Csengtu (nők)
- április 18–május 4. – 2015-ös snooker-világbajnokság, Sheffield
- április 19–25. – 2015-ös IIHF divízió I-es jégkorong-világbajnokság, A csoport, Lengyelország
- április 19. – Formula–1 bahreini nagydíj, Sanghaj
- április 25. –  Az IIHF divízió I-es jégkorong-világbajnokságon Magyarország ezüstérmesként végez Kazahsztán mögött, ezzel ismét feljut a főcsoportba, a világelitek közé.
- április 26–május 5. – 2015-ös asztalitenisz-világbajnokság, Szucsou
- április 29–május 3. – Ritmikus gimnasztika Európa-bajnokság, Minszk

### Május
- május 1–3. – 2015-ös gyorsasági kajak-kenu Európa-bajnokság, Racice
- május 1–17. – 2015-ös IIHF jégkorong-világbajnokság, Csehország
- május 6–22. – 2015-ös U17-es labdarúgó-Európa-bajnokság, Bulgária
- május 9–31. – 2015-ös Giro d’Italia
- május 10. – Formula–1 spanyol nagydíj, Barcelona
- május 12–17. – Tekvondó-világbajnokság, Cseljabinszk
- május 20. – 2015-ös magyar labdarúgókupa-döntő, ahol a Ferencvárosi TC elhódította története 21. kupagyőzelmét. (A Magyar labdarúgókupa 105. döntőjében a Fradi 4–0 arányban győzte le a Videoton FC együttesét.)[13]
- május 24.
  - Formula–1 monacói nagydíj, Monte-Carlo
  - Középtávú triatlon-világbajnokság, Rimini
  - A 2015-ös Roland Garros nyitónapja.
- május 24. – június 7.:  2015-ös Roland Garros
- május 29–31. – 2015-ös evezős-Európa-bajnokság, Poznań
- május 30. – június 20.:  2015-ös U20-as labdarúgó-világbajnokság, Új-Zéland
- május 31.
  - Véget ér a magyar labdarúgó-bajnokság 2014–2015-ös idénye. (Bajnok lett a Videoton, a Ferencváros ezüstérmet, az MTK pedig bronzérmet szerzett. Kiesett a Dunaújváros és a Pápa együttese. A Győr, a Kecskemét, a Pécs és a Nyíregyháza nem kaptak indulási jogot a következő idényre.)
  - A női labdarúgó-bajnokság 2014–2015-ös idényében a Ferencvárosi TC csapata megszerzi története első bajnoki címét, miután a döntő két mérkőzésén legyőzte az MTK-t.[14]

### Június
- június 3.:  2015-ös magyar labdarúgó-ligakupa-döntő
- június 4.:  2015-ös NBA-döntő első mérkőzés
- június 6.: 2015-ös UEFA-bajnokok ligája-döntő, Berlin
- június 6–12.:  2015-ös vívó-Európa-bajnokság, Montreux
- június 6. – július 5.:  2015-ös női labdarúgó-világbajnokság, Kanada
- június 9–14. – A 2015-ös mű- és toronyugró-Európa-bajnokság a németországi Rostockban.[3]
- június 7.: Formula–1 kanadai nagydíj, Montréal
- június 11–28.: 2015-ös női kosárlabda-Európa-bajnokság, Magyarország, Románia
- június 11. – július 4.:  2015-ös Copa América, Chile
- június 12–28.: I. Európa Játékok, Baku , Azerbajdzsán
- június 13–14.:  2015-ös Le Mans-i 24 órás verseny
- június 17. – június 30.:  2015-ös U21-es labdarúgó-Európa-bajnokság, Csehország
- június 21.: Formula–1 osztrák nagydíj, Spielberg
- június 23–28.:  2015-ös férfi vízilabda-világliga döntő, Bergamo
- június 27–28.:  Hosszútávú triatlon-világbajnokság, Motala
- június 27. – július 4.:  2015-ös magyar úszóbajnokság, Győr
- június 28. – július 6.:  2015-ös öttusa-világbajnokság, Berlin
- június 29. – július 12.:  2015-ös wimbledoni teniszbajnokság

### Július
- július 2–5. – Kékszalag tókerülő vitorlásverseny, Balaton
- július 3–5. – Maratoni kajak-kenu Európa-bajnokság, Bohinj
- július 3–14. – A 2015. évi nyári universiade a dél-koreai Gvangdzsuban.
- július 4. – Balaton-átúszás, Révfülöp–Balatonboglár
- július 4–5. – Red Bull Air Race futam, Budapest
- július 4–26. – A 2015-ös Tour de France, melynek győztese a brit Chris Froome lett.
- július 5. – Formula–1 brit nagydíj, Silverstone
- július 7. – Gyulai István Memorial atlétikai Magyar Nagydíj, Székesfehérvár
- július 7–28. – 2015-ös CONCACAF-aranykupa, Amerikai Egyesült Államok
- július 9–12.
  - Triatlon-Európa-bajnokság, Genf
  - Atlétika U23-as Európa-bajnokság, Tallinn, Észtország
- július 9–19. – 2015-ös FIFA strandlabdarúgó-világbajnokság, Espinho
- július 15–23. – 2015-ös vívó-világbajnokság, Moszkva
- július 15–19. – 2015-ös ifjúsági atlétikai világbajnokság, Cali, Kolumbia
- július 18. – Megkezdi adását az M4 nevű nemzeti sportcsatorna.[15]
- július 18. – A maribori sportlövő-Európa-bajnokság nyitónapja.
- július 18–19. – Triatlon vegyes váltó világbajnokság, Hamburg
- július 19. – Öbölátúszás, Balatonfüred–Tihany
- július 24. – A kazanyi vizes világbajnokságok – 2015-ös úszó-világbajnokság, 2015-ös férfi vízilabda-világbajnokság, 2015-ös női vízilabda-világbajnokság – nyitónapja.
- július 25. – A tbiliszi 2015. évi nyári európai ifjúsági olimpiai fesztivál nyitónapja.
- július 26. – A Hungaroringen Sebastian Vettel győz a 2015-ös Formula–1 világbajnokság tizedik futamán, a 30. Formula–1-es magyar nagydíjon.
- július 31. – A Nemzetközi Olimpiai Bizottság a Kuala Lumpurban zajló konferenciáján dönt a 2022-es téli olimpiai játékok helyszínéről,[16] melyet a kínai fővárosnak, Pekingnek ítélnek oda. A bizottság dönt a 2020-as ifjúsági téli olimpiáról is, melynek rendezési jogát svájci Lausanne-nak ítéli oda.[17]

### Augusztus

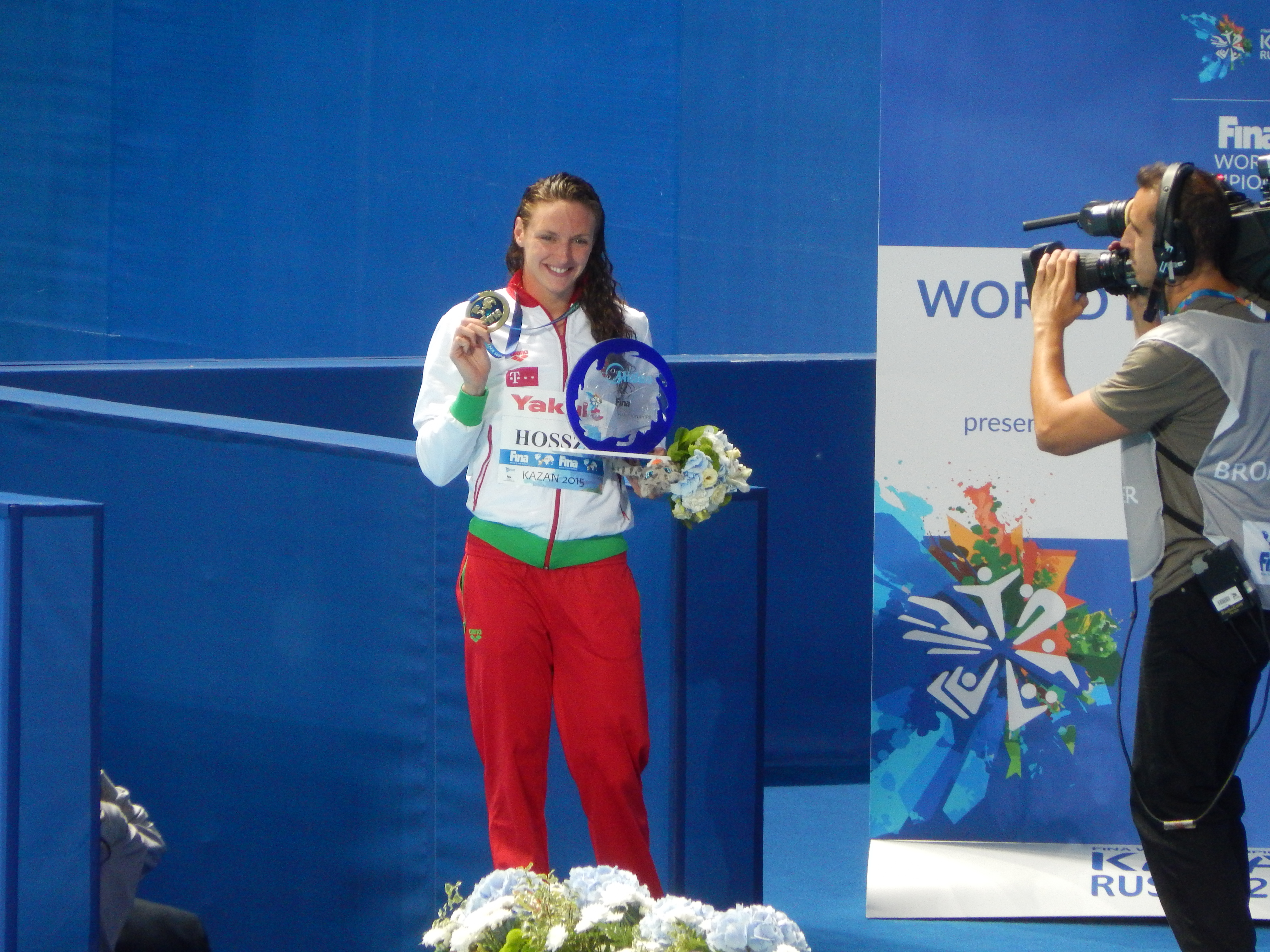
Hosszú Katinka - világcsúcs és aranyérem Kazanyban

- augusztus 1. – A Tbilisziben rendezett 2015. évi nyári európai ifjúsági olimpiai fesztivál zárónapja.
- augusztus 3. – A 2015-ös úszó-világbajnokságon Hosszú Katinka megvédi két éve megszerzett címét 200 méteres vegyesúszásban és 2:06,12-es idejével megdönti az eddigi világcsúcsot.[18]
- augusztus 4–9. – 2015-ös Tour de Hongrie, Magyarország
- augusztus 6–15. – 2015-ös amatőr ökölvívó-Európa-bajnokság, Szófia
- augusztus 7–9. – 2015-ös magyar atlétikai bajnokság, Székesfehérvár
- augusztus 9. – A 2015-ös úszó-világbajnokság, a 2015-ös férfi vízilabda-világbajnokság és a  2015-ös női vízilabda-világbajnokság zárónapja.
- augusztus 11. – 2015-ös UEFA-szuperkupa, Tbiliszi, Grúzia
- augusztus 11–23. – Lovas Európa-bajnokság, Aachen
- augusztus 17–23. – 2015-ös öttusa-Európa-bajnokság, Bath
- augusztus 19–23. – 2015-ös gyorsasági kajak-kenu világbajnokság, Milánó
- augusztus 22–30. – 2015-ös atlétikai világbajnokság, Peking, Kína
- augusztus 22–szeptember 13. – 2015-ös Vuelta ciclista a España, Spanyolország
- augusztus 23. – Formula–1 belga nagydíj, Spa
- augusztus 25–30. – Cselgáncs-világbajnokság, Asztana
- augusztus 27–30. – Kettesfogathajtó-világbajnokság, Fábiánsebestyén
- augusztus 30–szeptember 6. – Evezős-világbajnokság, Aiguebelette-le-Lac
- augusztus 31–szeptember 13. – Tenisz US Open, New York

### Szeptember
- szeptember 4. – Magyarország–Románia-labdarúgómérkőzés, Budapest
- szeptember 4–szeptember 19. – 2015. évi Afrikai játékok, Kongói Köztársaság
- szeptember 5–szeptember 6. – Kamion Európa-bajnoki futam, Hungaroring
- szeptember 5–szeptember 20. – 2015-ös férfi kosárlabda-Európa-bajnokság, Horvátország, Franciaország, Németország, Lettország
- szeptember 6. – Formula–1 olasz nagydíj, Monza
- szeptember 7. – Észak-Írország–Magyarország-labdarúgómérkőzés
- szeptember 7–szeptember 13. – Ritmikus gimnasztika világbajnokság, Stuttgart
- szeptember 7–szeptember 15. – Birkózó-világbajnokság, Las Vegas
- szeptember 9–szeptember 20. – Koronglövő-világbajnokság, Lonato
- szeptember 10 – október 5. – 2015-ös sakkvilágkupa, Baku
- szeptember 11–szeptember 13. – Maratoni kajak-kenu világbajnokság, Győr
- szeptember 13. – Hosszú távú triatlon-Európa-bajnokság, Weymouth
- szeptember 18 – október 31. – Rögbi-világbajnokság, Anglia
- szeptember 19–szeptember 27. – országútikerékpár-világbajnokság, Richmond
- szeptember 20. – a 2015-ös NFL-szezon rajtja
- szeptember 20. – Formula–1 szingapúri nagydíj, Szingapúr
- szeptember 25 – október 4. – Asztalitenisz-Európa-bajnokság, Jekatyerinburg
- szeptember 26 – október 4. – 2015-ös női röplabda-Európa-bajnokság, Hollandia, Belgium
- szeptember 27. – Formula–1 japán nagydíj, Szuzuka

### Október
- október 5–18.: amatőr ökölvívó-világbajnokság, Doha
- október 8.: Magyarország–Feröer-labdarúgómérkőzés, Budapest
- október 9–18.: férfi röplabda-Európa-bajnokság, Bulgária, Olaszország
- október 10.: Triatlon ironman-világbajnokság, Hawaii
- október 11.: Görögország–Magyarország-labdarúgómérkőzés, Pireusz
- október 11.: Formula–1 orosz nagydíj, Szocsi
- október 14–18.: duatlon-világbajnokság, Adelaide
- október 16–18.: férfi asztalitenisz-világkupa, Halmstad
- október 17.: Normál távú tájfutó ob, Dobogó-kő
- október 17–18.: Súlyemelő ob
- október 17. – november 8.: U17-es labdarúgó-világbajnokság, Chile
- október 23–november 1.: tornász-világbajnokság, Glasgow
- október 25.: Formula–1 amerikai nagydíj, Austin, Texas
- október 25–november 1.: 2015-ös WTA Finals női tenisztorna a világranglista első nyolc helyezettje részvételével Szingapúrban
- október 30–november 1.: női asztalitenisz-világkupa

### November
- november 1.: Formula–1 mexikói nagydíj, Mexikóváros
- november 5–7.: Rövid pályás úszó ob, Százhalombatta
- november 12–22.: Sakkcsapat Európa-bajnokság, Reykjavík
- november 14–15.: Tenisz Fed-kupa-döntő,
- november 15.: Formula–1 brazil nagydíj, São Paulo
- november 18–21.: Női ökölvívó ob, Vecsés
- november 20–29.: Súlyemelő világbajnokság, Houston
- november 27–29.: Tenisz Davis-kupa-döntő,
- november 29.: Formula–1 abu-dzabi nagydíj, Abu-Dzabi, a világbajnokság utolsó futama

### December
- december 2–5. – Ökölvívó ob, Hévíz
- december 2–6. – 2015-ös rövid pályás úszó-Európa-bajnokság, Izrael
- december 5–20. – 2015-ös női kézilabda-világbajnokság, Dánia
- december 6. – Véget ér a 2015-ös rövid pályás úszó-Európa-bajnokság az izraeli Netánja városában, ahol Magyarország addig példátlan teljesítménnyel toronymagasan az éremtábla élén zár 11 arany-, 3 ezüst- és 1 bronzéremmel. Hosszú Katinka 6 aranyérmével a legsikeresebb női versenyzőnek járó 20 ezer eurót is elnyerte.[19]
- december 10–20. – 2015-ös FIFA-klubvilágbajnokság, Japán
- december 13.
  - Mezeifutó-Európa-bajnokság, Toulon-Hyeres
  - A magyar férfi gyorskorcsolya-váltó (Knoch Viktor, Liu Shaolin Sándor, Liu Shaoang, Burján Csaba), a rövidpályás gyorskorcsolyázók Sanghajban rendezett világkupáján – sporttörténeti magyar sikert aratva – aranyérmet szerez.[20]
- Vívó ob
- december 26–december 31. – Spengler-kupa, Davos

### Határozatlan dátumú események
- július – 2015-ös U19-es labdarúgó-Európa-bajnokság, Bulgária
- Hódmezővásárhely rendezheti meg a junior korú úszók 2015-ös Európa-bajnokságát.[21]
- A Primera División fennállásának 86. évfordulója.

## Halálozások

### Január
- január 2. – Pásztor István kerékpárversenyző, olimpikon, edző
- január 3.
  - Jouko Törmänen olimpiai bajnok (1980) finn síugró
  - Olga Nyikolajevna Knyazeva olimpiai bajnok (1976) orosz tőrvívó
- január 6. – Vlastimil Bubník olimpiai bronzérmes (1964) cseh jégkorongozó és Európa-bajnoki (1960) bronzérmes labdarúgó (* 1931)
- január 8. – Richard Meade háromszoros olimpiai bajnok brit díjlovas
- január 9. – Angelo Anquilletti Európa-bajnok (1968) olasz labdarúgó (* 1943)
- január 10. – Jim Hogan Európa-bajnok (1966) ír hosszútávfutó
- január 11.
  - Fritz Pott válogatott német labdarúgó, edző (* 1939)
  - Buzánszky Jenő olimpiai bajnok (1952) és világbajnoki ezüstérmes (1954) labdarúgó (* 1925)
- január 16. – Ray Lumpp olimpiai bajnok amerikai kosárlabdázó (* 1923)
- január 19.
  - Robert Manzon francia Formula–1-es autóversenyző (* 1917)
  - Vlagyimir Petrovics Keszarev Európa-bajnok (1960) szovjet-orosz labdarúgó (* 1930)
- január 20. – Szaitó Hitosi kétszeres olimpiai bajnok (1984, 1988) japán cselgáncsozó
- január 24.
  - Johan Ferner olimpiai ezüstérmes (1952) norvég vitorlázó
  - Toller Cranston olimpiai bronzérmes (1976) kanadai műkorcsolyázó
  - Bódis Gyula ökölvívóedző
- január 26. – Lucjan Lis olimpiai ezüstérmes (1972) lengyel kerékpárversenyző (* 1950)
- január 28. – Alberto Cardaccio válogatott uruguayi labdarúgó (* 1949)
- január 30. – Gerrit Voorting olimpiai ezüstérmes (1948) holland kerékpárversenyző
- január 31. – Charles Geerts, belga válogatott labdarúgókapus (* 1930)

### Február
- február 1. – Udo Lattek német labdarúgó, edző (* 1935)
- február 2.
  - (k. n.) – Moravetz Ferenc  cselgáncs szövetségi kapitány
  - Karl-Erik Palmér világbajnoki bronzérmes (1950) svéd labdarúgó (* 1929)
- február 5. – Henri Coppens, belga válogatott labdarúgócsatár (* 1930)
- február 14.
  - Wim Ruska kétszeres olimpiai bajnok (1972) holland cselgáncsozó
  - Franjo Mihalić olimpiai ezüstérmes (1956) jugoszláv hosszútávfutó
- február 16.
  - Törös Olga olimpiai bronzérmes (1936) tornász (* 1914)
  - Alekszandr Remmovics Melentyjev olimpiai bajnok (1980) szovjet-kirgiz sportlövő
- február 18.
  - Claude Criquielion világbajnok (1984) belga kerékpárversenyző
  - Jerome Kersey, NBA-bajnok amerikai kosárlabdázó (* 1962)
- február 19. – Ivan Davidov,  bolgár válogatott labdarúgó (* 1943)
- február 20.
  - Wayne Moore olimpiai bajnok (1952) amerikai úszó
  - Ibrahim Biogradlić olimpiai ezüstérmes (1956) jugoszláv-bosnyák labdarúgó
- február 22. – Pasquale Carminucci olimpiai bronzérmes (1960) olasz tornász
- február 25. – Marian Szeja olimpiai bajnok (1972) lengyel labdarúgó

### Március
- március 1.
  - Wolfram Wuttke Európa-bajnoki (1988) és olimpiai bronzérmes (1988) nyugatnémet válogatott német labdarúgó (* 1961)
  - Chris Welp német kosárlabdázó (* 1964)
  - Guram Minasvili olimpiai ezüstérmes (1960) szovjet válogatott grúz kosárlabdázó
- március 9.
  - Florence Arthaud francia vitorlázó (* 1957)
  - Camille Muffat francia olimpiai bajnok úszó (* 1989)
  - Alexis Vastine francia olimpiai bronzérmes ökölvívó (* 1986)
- március 13. – Maria Vicol kétszeres olimpiai bronzérmes (1960, 1968) román tőrvívó
- március 15. – Antonio Betancort BEK-győztes, spanyol válogatott labdarúgókapus (* 1937)
- március 19. – Gerda van der Kade-Koudijs olimpiai bajnok (1948) holland atléta, futó (* 1923)
- március 20. – Josef Mikoláš világbajnoki ezüstérmes (1961) cseh jégkorongozó
- március 21.
  - Reszeli Soós István labdarúgóedző (* 1962)
  - Milen Dobrev olimpiai bajnok (2004) bolgár súlyemelő
- március 22. – Kőszegi Bernadett olimpiai negyedik (1980), Európa-bajnoki bronzérmes (1977, 1981, 1983) röplabdázó
- március 27. – Mate Trojanović jugoszláv olimpiai bajnok (1952) horvát evezős

### Április
- április 1.
  - Nicolae Rainea, román labdarúgó-játékvezető (* 1933)
  - Zdravko-Ćiro Kovačić, olimpiai ezüstérmes jugoszláv válogatott vízilabdázó
- április 2.
  - Raúl Gorriti, válogatott perui labdarúgó (* 1956)
  - Natalja Bobrova, világbajnoki bronzérmes orosz tornász
- április 4.
  - Elmer Lach, Stanley-kupa-győztes, HHOF-tag, kanadai jégkorongozó (* 1918)
  - Bill Ellerington, angol labdarúgó
  - Ramón Barreto, uruguayi labdarúgó-játékvezető (* 1939)
- április 5. – Michel Scheuer, olimpiai bajnok német kenus
- április 7. – Richard Henyekane, dél-afrikai válogatott labdarúgó
- április 9. (k. n.) – Gecse Ferenc, labdarúgó  (* 1947)
- április 10. – Olekszandr Mikolajovics Sipenko, világbajnok (1982) szovjet válogatott ukrán kézilabdakapus
- április 13.
  - (k. n.) Gulácsy Mária, olimpiai ezüstérmes (1968) vívó
  - Thelma Coyne Long, 19-szeres Grand Slam-győztes ausztrál teniszező
- április 14. – Arnold Schütz, német labdarúgó (* 1935)
  - Driss Bamous, válogatott marokkói labdarúgó (* 1942)
  - Valerij Konsztantyinovics Belouszov, orosz jégkorongozó, edző (* 1948)
  - Heino Kleiminger, keletnémet válogatott labdarúgó (* 1939)
- április 16. – Ambrus Tamás, magyar válogatott vízilabdázó (* 1964)
- április 17. – Jaroslav Holík, világbajnok (1972) csehszlovák válogatott jégkorongozó
- április 18. – Erwin Waldner, nyugatnémet válogatott labdarúgó (* 1933)
- április 19. – Vardan Militoszján, olimpiai és világbajnoki ezüstérmes, Európa-bajnok szovjet-örmény súlyemelő (* 1950)
- április 20. – Hassan El-Shazly, válogatott egyiptomi labdarúgó
- április 21.
  - Konrád Ferenc, olimpiai, világ- és Európa-bajnok magyar vízilabdázó (* 1945)
  - John Moshoeu, dél-afrikai válogatott labdarúgó (* 1965)
- április 23. – Aziz Asli, válogatott iráni labdarúgó
- április 24. – Herbert Ninaus, osztrák-ausztrál labdarúgó, edző (* 1937)
- április 30.
  - Matskássy Imréné, magyar válogatott labdarúgó (* 1951)
  - Gregory Mertens, belga labdarúgó

### Május
- május 1. – Geoff Duke, brit motorversenyző
- május 2. – Áros Károly, sportújságíró (* 1940)
- május 4. – Zsivko Goszpodinov, válogatott bolgár labdarúgó
- május 7. – Schwanner János, magyar-chilei labdarúgó, edző (* 1921)
- május 8. – Ilunga Mwepu, afrikai nemzetek kupája bajnok zairei válogatott kongói labdarúgó († 2015
- május 9. – Vincenzo Cosco, olasz labdarúgóedző (* 1964)
- május 9. – Mario Rodríguez, válogatott argentin labdarúgó

### Június
- június 2. – Csonyo Vaszilev, bolgár válogatott labdarúgó (* 1952)
- június 20. – Angelo Niculescu, román labdarúgóedző (* 1921)

### Július
- július 9. – Roger Mathis, svájci válogatott labdarúgó (* 1921)
- július 17. – Jules Bianchi francia autóversenyző, Formula–1-es pilóta (* 1989)

### Augusztus
- augusztus 11. – Harald Nielsen, olimpiai ezüstérmes dán válogatott labdarúgócsatár (* 1941)
- augusztus 24. – Justin Wilson, brit autóversenyző (* 1978)
- augusztus 30. – Héctor Silva, uruguayi válogatott labdarúgó (* 1940)

### Szeptember
- szeptember 22.
  - Yogi Berra, World Series bajnok amerikai baseballjátékos, edző, menedzser (* 1925)
  - Oldřich Zábrodský, olimpiai ezüstérmes cseh jégkorongozó, edző (* 1926)

### Október
- október 30. – Sinan Şamil Sam, világbajnok török ökölvívó (* 1974)

### November
- november 4. – Németh István, új-zélandi válogatott labdarúgó († 1942)

### December
- december 23. – Andriska Vilmos, magyar labdarúgó, hátvéd, edző, sportvezető (* 1936)
- december 29. – Pavel Srníček, Európa-bajnoki ezüstérmes cseh válogatott labdarúgókapus (* 1968)